# آلپرازولام
آلپرازولام تحت نام تجاری زاناکس و غیره یک داروی آرام بخش قوی با اثربخشی سریع در گروه شیمیایی تریازولوبنزودیازپین از خانواده بنزودیازپین است. آلپرازولام معمولا برای مدیریت اختلالات اضطرابی تجویز می‌شود، به خصوص اختلال اضطراب فراگیر(GAD) و حمله پانیک. اثر درمانی برای اختلال اضطراب فراگیر معمولا پس از یک هفته رخ می‌دهد. سایر موارد مصرف شامل درمان حالت تهوع ناشی از شیمی درمانی، به همراه سایر درمانها میباشد‌.   آلپرازولام به صورت خوراکی مورد استفاده قرار می‌گیرد. 

## کاربردها
این دارو برای تسکین اضطراب، اختلالات خواب و اختلال هراس تجویز می‌شود. همچنین آلپرازولام یکی از قویترین بنزودیازپین‌های موجود در بازار است. در ایالات متحده، آلپرازولام برای درمان اختلال هراس با یا بدون آگورافوبیا تأیید شده توسط FDA است. Alprazolam توسط فدراسیون جهانی انجمن‌های روان‌پزشکی بیولوژیکی (WFSBP) برای موارد مقاوم در برابر درمان اختلال هراس توصیه می‌شود که هیچ گونه سابقه تحمل یا وابستگی وجود ندارد.
آلپرازولام به ندرت برای درمان کسانی که به کلونازپام وابسته شده اند با احتیاط تجویز می شود زیرا آلپرازولام نیمه عمر کمتری داشته و بیماران تعداد داروی بیشتری را طلب می کنند اما مسئله اصلی قدرت داروها است چون طبق یک تحقیق رسمی کسانی که آلپرازولام مصرف می کنند میزان تخریب و آتروفی کمتری در مغز خود داشتند اما مصرف طولانی مدت کلونازپام باعث تخریب گسترده قشرهای مغز و آلزایمر جوانی شده بود به همین علت آلپرازولام را از این لحاظ برتری دادند.این دارو دارای اثر ضد افسردگی است و بنابراین در بعضی موارد برای افراد افسرده تجویز می‌شود. سایر کاربردها شامل درمان تهوع ناشی از شیمی درمانی به همراه سایر درمانها است. بهبود GAD به‌طور کلی طی یک هفته اتفاق می‌افتد. آلپرازولام به‌طور کلی از طریق دهان مصرف می‌شود.
آلپرازولام معمولاً با داروهای ضد افسردگی مانند فلوکستین (Prozac) تجویز می‌شود، مصرف هم‌زمان این دارو با فلوکستین و سرترالین (آسنترا، Asentra) غلظت پلاسمایی آلپرازولام را بیشتر و نیمه عمر آن را طولانی‌تر می‌کند.
آلپرازولام از بنزودیازپینها است. زمان شروع اثر این دارو بین ۳۰ دقیقه تا یک و نیم ساعت است.

## مکانیسم اثر
آلپرازولام آگونیست گیرنده GABA (α) است و باعث افزایش اثر گابا در گیرنده های آن شده و اثرات آرامبخش خود را اعمال می‌کند. مانند سایر بنزودیازپین‌ها به‌عنوان آگونیستهای گیرنده بنزودیازپین بر روی غشای سلول‌های عصبی اثر می‌کند و باعث تسهیل ورود یا افزایش عمل گاما آمینوبوتیریک اسید می‌شود و ورود یون کلر را به سلولها افزایش می‌دهد.

## چگونگی مصرف
آلپرازولام در مقادیر متفاوت برای مشکلات گوناگون تجویز می‌شود. هیچ‌گاه نباید بیشتر یا کمتر از مقدار تجویزشده مصرف کرد. شکل مایعِ آلپرازولام را می‌توان با مایعات یا غذاهای نیمه‌جامد مانند مارمالاد مخلوط کرد. نباید اجازه داد آلپرازولام مایع یخ بزند. اگر بیمار، یک نوبت دارو را فراموش کند، به‌محض یادآوری، باید آن را مصرف کند. اگر نزدیک نوبت بعدی باشد، باید نوبت بعدی را حذف کند و سپس به برنامهٔ داروییِ منظم خود بازگردد. مقدار دارو را نباید دوبرابر کرد، همچنین حداکثر دوز مصرف برای افراد خاص چهار میلی‌گرم در روز می‌باشد، در صورت مصرف بیش از حد حتماً به پزشک مراجعه کنید. موارد احتیاط

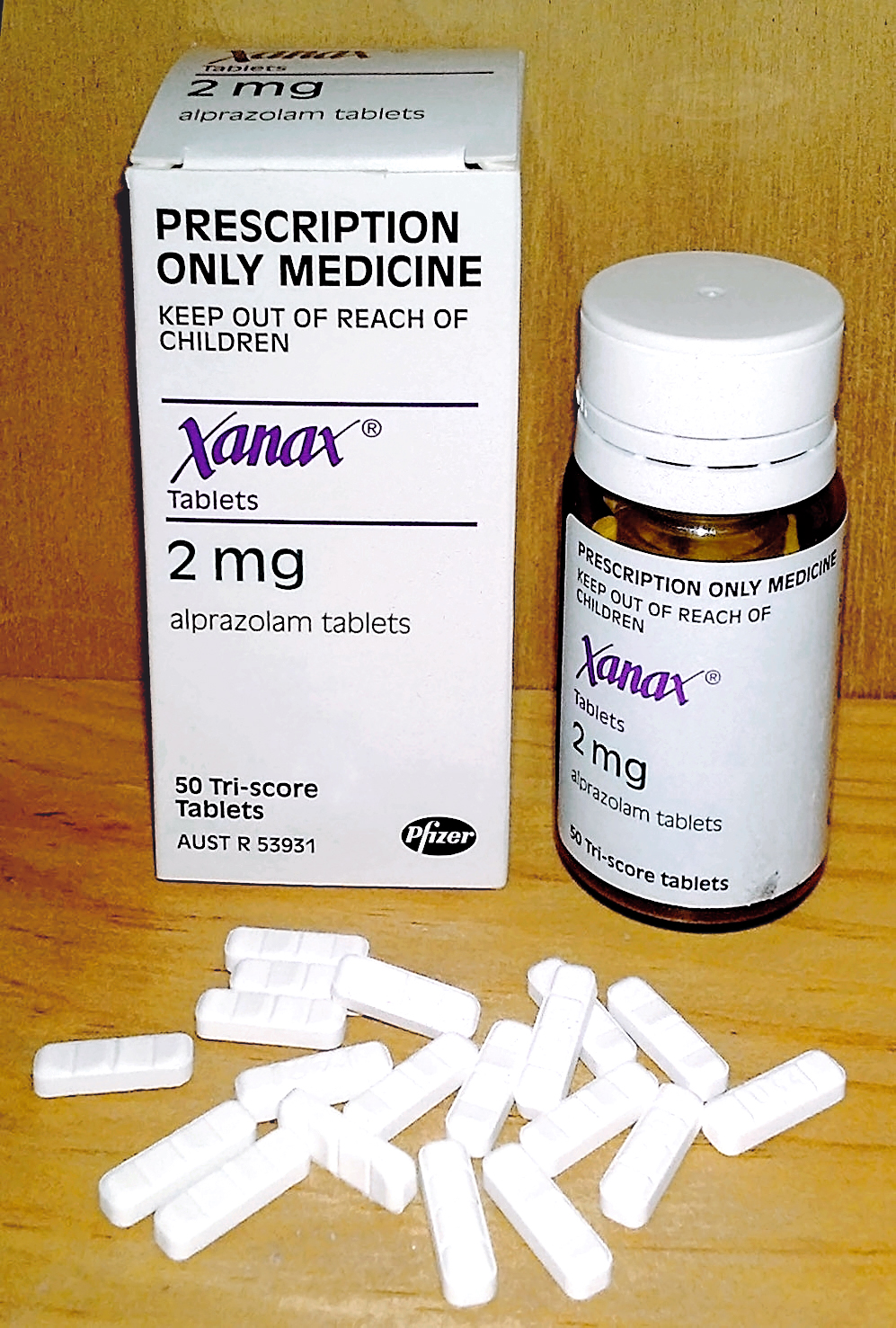
قرص‌های ۳ خط آلپرازولام (۲میلی‌گرمی)

درصورت وجود هریک از موارد زیر، پیش از مصرفِ آلپرازولام، باید پزشک را مطلع ساخت:
حساسیت به آلپرازولام یا دیگر بنزودیازپینها، یا به هرنوع مادهٔ غذایی، رنگ‌های خوراکی، یا نگه‌دارنده‌ها.
بارداری یا شیردهی. به این موارد توجه کنید:
مصرف داروهای دیگر، به‌ویژه الکل، آرامبخش‌ها، ضدافسردگی‌ها، داروهای ضدصرع، و تشنج.
سابقه یا ابتلا به گلوکوم (افزایش فشار داخل چشم)، سوءمصرف الکل یا مواد مخدر، میاستنی گراو، بیماری انسدادی ریوی مزمن شدید، یا آمفیزم.

## توصیه هنگام مصرف
مصرف‌کنندهٔ دارو باید به‌طور منظم به پزشک خود مراجعه کند تا بهبود او را زیر نظر داشته‌باشد. تا هنگامی که پاسخ بدن بیمار به آلپرازولام مشخص نشده‌است، باید در رانندگی و کار با وسایل خطرناک و وسایلی که به دقت نیاز دارند، احتیاط کرد. برخی افراد در طی مصرف این دارو دچار خواب‌آلودگی و کاهش سطح هشیاری می‌شوند. یکی از علایم خطرناک که تجربه شده‌است برای کسانی که بیش از حد دوز مجاز مصرف می‌شود صحبت کردن با خود یا شخص خیالی می‌گردد که باید به پزشک اطلاع داد.
اگر مصرف‌کننده در طی درمان با آلپرازولام، دچار افکار یا احساسات عجیب شود، باید موضوع را با پزشک در میان بگذارد. باید آلپرازولام را دور از دسترس کودکان، دور از حرارت، نور مستقیم، و حرارت نگهداری شود، همچنین حداکثر دوز مجاز از آلپرازولام چهار میلی‌گرم در روز است، در صورت مصرف بیش از حد یا اوردوز به اورژانس مراجعه کنید. به دلیل نگرانی در مورد سوء استفاده، برخی از آلپرازولام را به عنوان یک درمان اولیه برای اختلال هراس توصیه نمی‌کنند. اگر به‌طور ناگهانی مصرف کاهش یابد، علائم ترک یا بازگشت ممکن است رخ دهد. به تدریج کاهش دوز در طی هفته‌ها یا ماه‌ها مورد نیاز باشد.آلپرازولام در درجه اول از طریق CYP3A4 متابولیزه می‌شود. ترکیب بازدارنده CYP3A4 مانند سایمتیدین، اریترومایسین، norfluoxetine، فلووکسامین، ایتراکونازول، کتوکونازول، نفازودون، propoxyphene و ریتوناویر باعث تأخیر پاکسازی کبدی آلپرازولام می‌شود که ممکن است باعث تجمع آن و افزایش شدت اثرات جانبی آن شود.

### عوارض دارویی
عوارض جانبی رایج شامل خواب آلودگی، افسردگی، سردرد، احساس خستگی، خشکی دهان و مشکلات حافظه است.* فراموشی آنتروگراد و مشکلات تمرکز
- آتاکسی، گفتار نامفهوم[۲۰]
- مهارگسیختگی[۲۱]
- بیقراری
- تحریک پذیری
- پرحرفی
- احساس سبکی سر و سرخوشی
- سردرد
- خواب آلودگی، سرگیجه، سبکی سر، خستگی، ناپایداری و هماهنگی مختل، سرگیجه[۲۲][۲۳]
- خشکی دهان (نادر)[۲۴]
- توهم (نادر)[۲۵]
- زردی (بسیار نادر)[۲۶]
- تشنج (کمتر شایع)[۲۷]
- بثورات پوستی، سرکوب تنفسی، یبوست[۲۲][۲۳]
- ایده خودکشی یا خودکشی[۲۸]
- احتباس ادرار (نادر)[۲۵]
- ضعف عضلانی | ضعف عضلانی

### مصرف در بارداری
استفاده از آلپرازولام در دوران بارداری با ناهنجاری‌های مادرزادی همراه است، و استفاده در سه‌ماهه آخر ممکن است باعث وابستگی به داروی جنین و علائم ترک در دوره پس از زایمان و همچنین نقص در نوزادان و مشکلات تنفسی شود. با این حال، در مصرف‌کنندگان طولانی مدت بنزودیازپین‌ها، قطع ناگهانی به دلیل نگرانی از تراتوژنز، خطر ابتلا به علائم ترک شدید و تأثیر دوباره ای شدید از اختلال سلامت روانی اساسی دارد. سقط‌های خود به خودی ممکن است ناشی از برداشت ناگهانی داروهای روانگردان از جمله بنزودیازپین‌ها باشد.

## نبایدها
مصرف‌کنندهٔ آلپرازولام نباید نوشیدنی‌های الکلی یا دیگر داروهای خواب‌آور استفاده کند. این کار، خواب‌آلودگی را افزایش و سطح هشیاری را کاهش می‌دهد. مصرف همزمان آلپرازولام با الکل تداخل شدید دارویی ایجاد میکند و تحت هیچ عنوان توصیه نمی‌شود. مکانیسم اثر دارو توسط الکل چند برابر شده و در مقادیر بالاتر موجب سرکوب شدید دستگاه‌ اعصاب مرکزی CNS و در نتیجه قطع تنفس و ایست قلبی میگردد. 
مصرف هم‌زمان آلپرازولام و داروهایی نظیر (استامینوفن، کتوکانازول، آسپرین) باعث ایجاد تداخل شدید دارویی خواهد شد. قبل از مصرف حتماً با پزشک خود در موارد تداخل دارویی مشورت کنید.
در اختلال شخصیت مرزی (جایی که ممکن است باعث خودکشی و عدم کنترل) شود.
مصرف بیش از ۲ میلیگرم آلپرازولام در اوایل دورهٔ درمان (هفتهٔ اول) باعث سرکوب خفیف سیستم تنفسی و در بیماران دچار آپنهٔ خواب باعث تنگی نفس در خواب یا قطع کامل تنفس خواهد شد.
نباید آلپرازولام را به‌عنوان یک قرص خواب‌آور استفاده کرد، مگر آنکه برنامهٔ درمانیِ بیمار اجازه دهد تا ۷–۸ ساعت خواب داشته‌باشد. در غیر این صورت، تا زمان خروج دارو از بدن، شخص ممکن است خواب‌آلوده باشد یا اختلال حافظه داشته‌باشد. دوز مصرف این دارو زیر نظر پزشک متخصص مغز و اعصاب یا پزشک متخصص اعصاب و روان داده شود.
با توجه به مصرف خودسرانهٔ آلپرازولام در ایران، در صورتی که دچار مشکل بی خوابی شدید هستید ابتدا با روان‌پزشک خود مشورت کنید سپس اقدام به استفاده بنزودیازپین‌ها کنید. موارد جایگزین مانند زولپیدم(Ambien) توسط روان‌پزشک تجویز خواهد شد. در موارد شدیدتر استفاده از کلونازپام و لورازپام الزامی است. از مصرف خودسرانهٔ آلپرازولام برای خواب جداً خودداری فرمایید.

## عوارض جانبی
در حالی که عوارض جانبی در هر فرد متغیر است به طور کلی شامل موارد زیر میشود
- گیجی یا احساس سبکی سر
- خواب آلودگی
- صحبت کردن نامفهوم
- اختلال در حافظه کوتاه مدت، حافظه کاری و عدم یادآوری موارد مهم
- افزایش اشتها
- تغییرات در میل جنسی
- تحریک پذیری و مهارگسیختگی (انجام دادن کارهایی که شخص در حالت عادی انجام نمی‌دهد)
- با مصرف دوز بالا و بیشتر از حد معمول در اصل فرآیندی که اصطلاحا به آن مستی قرص گفته می‌شود به‌وجود می‌آید که در سایر داروهای گروه بنزودیازپین ها نیز وجود دارد.
- تنگی نفس (در دوز های بالا)
- افت فشار خون هنگام ایستادن
- عدم تعادل و مشکل در راه رفتن
- تاخیر در رفلکس

حرکتی

## وابستگی و ترک دارو
احتمال سوءاستفاده در بین کسانی که از آن به دلایل پزشکی استفاده می‌کنند بحث‌برانگیز است، در حالی که برخی بررسی‌ها توسط متخصصین بیان می‌کنند که این خطر کم و مشابه سایر داروها بنزودیازپین است. برخی دیگر اظهار داشتند که خطر جدی سوء استفاده و وابستگی در بیماران و کاربران غیر پزشکی وجود دارد که به دلیل کوتاه بودن نیمه عمر و شروع سریع عمل ممکن است باعث سوء استفاده شود. عود علائمی مانند اضطراب به سادگی می‌تواند نشان دهد که این دارو اثر ضد اضطراب مورد انتظار خود را داشته‌است و در صورت عدم وجود دارو، این علائم به سطح پیش درمانی برگشته است. اگر علائم شدیدتر یا مکرر باشد، ممکن است فرد به دلیل برداشتن دارو، اثر برگشتی را تجربه کند. هر یک از این موارد بدون اینکه شخص واقعاً به مواد مخدر وابسته باشد می‌تواند رخ دهد. در صورت تجویز دارو با دوز بالاتر از مقدار توصیه شده، احتمال بروز واکنش ترک بیشتر است یا اگر کسی دارو را به‌طور کلی متوقف کند، بدون آنکه به آرامی اجازه بدن را به رژیم با دوز کمتری بکشد.علایم مصرف بیش از حد آلپرازولام بسته به مقدار مصرف شده می‌تواند از خفیف تا شدید باشد، در صورت مصرف سایر داروها.مصرف بیش از حد آلپرازولام باعث سرکوب بیش از حد سیستم عصبی مرکزی (CNS) می‌شود.

## تداخلات دارویی
قرص آلپرازولام Alprazolam با داروهای زیر تداخل ایجاد می‌کند:
- الکل، مصرف همزمان آلپرازولام با الکل تداخل شدید دارویی ایجاد میکند و تحت هیچ عنوان توصیه نمی‌شود. مکانیسم اثر دارو توسط الکل چند برابر شده و موجب سرکوب شدید دستگاه‌ اعصاب مرکزی CNS و در نتیجه قطع تنفس و ایست قلبی میگردد.
- داروهای مسکن اپیوئیدی آنالژسیک مانند ترامادول، اوکسی کدون، متادون و غیره
- هرگونه داروی برگرفته از مورفین و یا شبه مورفین دست ساز (مثل بوپرونورفین)
- سایر داروهای خواب‌آور بنزودیازپین مانند لورازپام (مصرف قرص آلپرازولام Alprazolam با داروهای خواب می‌تواند باعث مرگ ناگهانی در خواب شود)
- داروهای خانواده باربیتورات
- داروهای مسکن مانند استامینوفن و ایبوپروفن و نوافن و …
- داروهای سرفه (اسپکتورانت)
- دیفن هیدرامین
- داروهای شل‌کننده عضلات
- داروهای صرع و ضد تشنج
- داروهای افسردگی

## عرضه و نام‌های تجاری
آلپرازولام دارای چندین نام تجاری ازجمله Apo-alperaz(ساخت شرکت آپو-فارما کانادا) ,Xanal(ساخت شرکت عبیدی ایران)،   Razoalperazolam(ساخت شرکت سان هندوستان)، زاناکس (Xanax)(ساخت شرکت فایزر آمریکا "این برندتجاری شناخته شده ترین برند در سطح جهان است.)، نیراوام (Niravam)(ساخت آمریکا) ، آلپرازولام تی اس (Alprazolam-ts) و آلپرازولام تی دی (Alprazolam-td) (هر دو ساخت آمریکا در دو نوع آهسته رهش متوسط تا قوی می باشد.) است.